# Copa del Rei de futbol 1930-31
La Copa del Rei de futbol 1931 va ser la 29ena edició de la Copa d'Espanya.

## Detalls
La competició es diputà entre el 12 d'abril i el 21 de juny de 1931.
Equips participants:
- Andalusia: Sevilla FC, Betis Balompié
- Aragó: Iberia SC, Patria Aragón
- Astúries: Oviedo FC, Sporting de Gijón
- Illes Balears: RCD Mallorca
- Cantàbria: Racing de Santander, Eclipse FC
- Castella i Lleó: Cultural y Deportiva Leonesa, Valladolid Deportivo
- Catalunya: FC Barcelona, CE Sabadell, FC Badalona
- Extremadura: Don Benito FC
- Galícia: Celta de Vigo, Deportivo La Coruña
- Guipúscoa: Unión Club, Donostia FC, CD Logroño
- Múrcia: Murcia FC, Lorca FC
- Regió Centre: Madrid CF, Athletic Madrid, Racing de Madrid
- País Valencià: València CF, CE Castelló
- Biscaia: Athletic Club, CD Alavés, Arenas Club

## Setzens de final
12 d'abril a 3 de maig. Exempts Athletic Club i Sporting de Gijón.
| Equip 1              | Global | Equip 2          | Anada | Tornada |
| -------------------- | ------ | ---------------- | ----- | ------- |
| Racing de Madrid     | 3-8    | Sevilla FC       | 2-0   | 1-8     |
| Betis Balompié       | 6-5    | Donostia         | 5-1   | 1-4     |
| FC Barcelona         | 12-1   | Don Benito       | 9-0   | 3-1     |
| CD Alavés            | 4-5    | CE Sabadell      | 2-2   | 2-3     |
| Unión Club           | 4-2    | Celta de Vigo    | 3-1   | 1-1     |
| Racing Santander     | 1-7    | Arenas Club      | 0-2   | 1-5     |
| CD Logroño           | 15-1   | Cultural Leonesa | 7-0   | 8-1     |
| València CF          | 5-4    | Iberia SC        | 2-0   | 3-4     |
| RCD Mallorca         | 1-3    | CE Castelló      | 1-0   | 0-3     |
| Valladolid Deportivo | 4-2    | Athletic Madrid  | 2-1   | 2-1     |
| Madrid FC            | 9-2    | Eclipse FC       | 4-0   | 5-2     |
| Deportivo La Coruña  | 1-3    | Murcia FC        | 0-1   | 1-2     |
| FC Badalona          | aband. | CD Patria Aragón |       |         |
| Oviedo FC            | aband. | Lorca Deportiva  |       |         |

## Vuitens de final
10 i 17 de maig.
| Equip 1              | Global | Equip 2           | Anada | Tornada |
| -------------------- | ------ | ----------------- | ----- | ------- |
| València CF          | 4-3    | FC Barcelona      | 2-2   | 2-1     |
| FC Badalona          | 1-2    | Betis Balompié    | 1-0   | 0-2     |
| Athletic Club        | 5-3    | CE Sabadell       | 4-0   | 1-3     |
| Sevilla FC           | 4-4    | CE Castelló       | 3-1   | 1-3     |
| Oviedo FC            | 1-6    | Arenas Club       | 1-2   | 0-4     |
| Unión Club           | 4-1    | Sporting de Gijón | 4-1   | 0-0     |
| Valladolid Deportivo | 0-4    | CD Logroño        | 0-0   | 0-4     |
| Madrid FC            | 3-0    | Real Murcia       | 3-0   | 0-0     |

- Desempat:

19 de maig a Madrid.
| Equip 1     | Marcador | Equip 2    |
| ----------- | -------- | ---------- |
| CE Castelló | 2-1      | Sevilla FC |

## Quarts de final
24 i 31 de maig.
| Equip 1        | Global | Equip 2       | Anada | Tornada |
| -------------- | ------ | ------------- | ----- | ------- |
| Arenas Club    | 3-3    | València CF   | 2-2   | 1-1     |
| Unión Club     | 2-6    | Athletic Club | 2-2   | 0-4     |
| Betis Balompié | 3-1    | Madrid FC     | 3-0   | 0-1     |
| CE Castelló    | 2-3    | CD Logroño    | 2-0   | 0-3     |

- Desempat:

2 de juny a Barcelona.
| Equip 1     | Marcador | Equip 2     |
| ----------- | -------- | ----------- |
| Arenas Club | 2-1      | València CF |

## Semifinals
7 i 14 de juny.
| Equip 1     | Global | Equip 2        | Anada | Tornada |
| ----------- | ------ | -------------- | ----- | ------- |
| CD Logroño  | 3-12   | Athletic Club  | 0-6   | 3-6     |
| Arenas Club | 2-2    | Betis Balompié | 2-1   | 0-1     |

- Desempat:

16 de juny a Madrid.
| Equip 1        | Marcador | Equip 2     |
| -------------- | -------- | ----------- |
| Betis Balompié | 2-0      | Arenas Club |

## Final
| Athletic Club                          | 3 - 1 | Betis Balompié |
| -------------------------------------- | ----- | -------------- |
| Chirri II 17' · Roberto 38' · Bata 54' |       | 57' Sanz       |

## Campió
| Campions de la Copa d'Espanya 1931 |
| ---------------------------------- |
| · Athletic Club · 11è títol        |